# Cerro el Timbre
Cerro el Timbre är en ort i Mexiko.   Den ligger i kommunen Tlacoapa och delstaten Guerrero, i den sydöstra delen av landet, 260 km söder om huvudstaden Mexico City. Cerro el Timbre ligger 1 378 meter över havet och antalet invånare är 117.
Terrängen runt Cerro el Timbre är kuperad åt nordväst, men åt sydost är den bergig. Runt Cerro el Timbre är det ganska glesbefolkat, med 42 invånare per kvadratkilometer. Närmaste större samhälle är Pascala del Oro, 3,9 km söder om Cerro el Timbre. I omgivningarna runt Cerro el Timbre växer huvudsakligen savannskog.